# Frank Tallis
Frank Tallis (* 1. September 1958 in Stoke Newington, London) ist ein Klinischer Psychologe, Essayist und Autor von Kriminalromanen.
Sein Fachgebiet in der Psychologie sind Zwangsstörungen (obsessive-compulsive disorder bzw. OCD). Außerdem hat er unter dem Namen F. R. Tallis Horrorromane geschrieben. Für seine Kriminalromane wurde er mehrfach ausgezeichnet.

## Leben
Frank Tallis wuchs in dem durch ethnische Vielfalt und soziale Spannungen gekennzeichneten Londoner Stadtteil Tottenham auf und besuchte dort eine Secondary Modern School. Nach der Schulzeit führte er zunächst ein unstetes Leben, spielte in einer Rockband, heiratete und lebte eine Zeitlang mit Frau und Kind auf dem Land. Nach der Scheidung nahm er ein Studium der Psychologie auf. Nach Abschluss seiner Ausbildung arbeitete er längere Zeit für den NHS, unterrichtete am King’s College in London, und er behandelte Privatpatienten. Seit den späten 2000er Jahren arbeitet er hauptberuflich als Schriftsteller. Frank Tallis lebt in London.

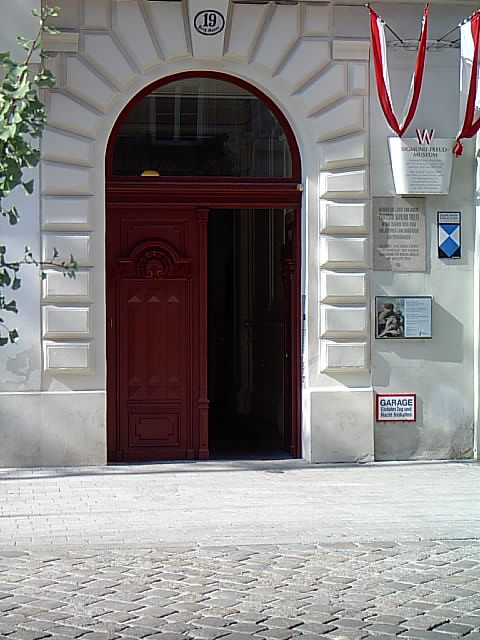
Eingang zum Haus Berggasse Nr. 19 in Wien (Sigmund Freud-Haus)

Tallis hat mehr als 30 Aufsätze in Fachzeitschriften für Psychologie und Psychiatrie veröffentlicht. Er hat fünf populärwissenschaftliche Bücher über Psychologie geschrieben, von denen bis 2019 nur „The Incurable Romantic and Other Unsettling Revelations“ (deutsch = Der unheilbare Romantiker & andere Geschichten aus der Psychotherapie) ins Deutsche übersetzt wurde. In diesem Buch, das er mit Beispielen aus seiner therapeutischen Praxis illustrierte, beschäftigt sich Tallis mit dem Phänomen Liebe und insbesondere mit obsessiver Liebe.
Seit 2005 schreibt Tallis Kriminalromane, die im Deutschen als „Max-Liebermann-Krimis“ publiziert werden, und die in Wien um die Jahrhundertwende spielen. Die beiden Hauptfiguren sind der Wiener Polizeiinspektor Oscar Reinhardt und sein Freund und Berater, der Psychiater Max Liebermann. Liebermann ist Schüler von Sigmund Freud und regelmäßiger Gast in dessen Wohnung in der Berggasse 19.

## Preise und Auszeichnungen
- 1999: Writers’ Award by the Great Britain Arts Council
- 2000: Award of New London from the Board of London Arts
- 2005: „Mortal Mischief“, Nominierung für den Ellis Dagger Award[3]
- 2007: Nominierung für den Quai du Polar Preis[3]

## Zitat
„I often feel when I write fiction that I am just doing psychology in another way,
 because there are such massive parallels between my clinical work and the business of solving crime.“

## Film
Seit Oktober 2018 wurden die ersten drei Folgen der Serie Vienna Blood nach Romanen von Frank Tallis in einer Kooperation von ZDF und ORF produziert. Regie führten Robert Dornhelm (Teil 1) und Umut Dağ (Teil 2 und 3). Die Titelrolle spielt Matthew Beard. Die Drehbücher schrieb der Brite Steve Thompson. Die in englischer Sprache gedrehte Serie wird von Red Arrow Studios weltweit unter dem Titel Vienna Blood vermarktet.
Tallis selbst hat das Drehbuch zu einer Folge der Serie Urban Gothic geschrieben.

### Schriften (Auswahl)
- Understanding Obsessions and Compulsions. A self-help manual (Overcoming common problems). Sheldon Press 1992. ISBN 978-0-85969-652-4
- Obsessive Compulsive Disorder. A Cognitive and Neuropsychological Perspective. Chichester: Wiley 1995. ISBN 0-471-95775-5
- Hidden Minds. The History of the Unconscious. Arcade Publishing ISBN 978-1-61145-505-2
- Love Sick. Arrow 2005. ISBN 978-0-09-944529-6
- The Incurable Romantic and Other Unsettling Revelations. Brown Book Group Little 2018. ISBN 978-1-4087-0986-3

deutsch: Der unheilbare Romantiker & andere Geschichten aus der Psychotherapie. Aus dem Englischen von Liselotte Prugger. Gütersloh: btb 2019. ISBN 978-3-442-71822-1
- The Act of Living. What the Great Psychologists Can Teach Us About Finding Fulfillment. Basic Books 2020. ISBN 978-1-5416-7303-8

### Romane und Erzählungen
Die Max-Liebermann-Krimis
- Mortal Mischief. Century/Arrow 2005.

deutsch: Die Liebermann-Papiere. Übers. von Holger Wolandt und Lotta Rüegger. Gütersloh: btb 2006.
- Vienna Blood. Century/Arrow 2006.

deutsch: Wiener Blut. Gütersloh: btb 2007.
- Fatal Lies. Century/Arrow 2008.

deutsch: Wiener Tod. Gütersloh: btb
- Darkness Rising. Century/Arrow 2009.

deutsch: Kopflos. Gütersloh: btb
- Deadly Communion. Century/Arrow 2010.

deutsch: Rendez-vous mit dem Tod. Gütersloh: btb 2010.
- Death and the Maiden. Century/Arrow 2011.

Der Tod und das Mädchen. Gütersloh: btb 2011.
- The Melancholy Countess. (Short Story) E-Book. Century/Arrow 2012. ISBN 978-0-679-64487-3
- Mephisto Waltz. Century/Arrow 2018.

Teuflischer Walzer. Gütersloh: btb 2018.
außerhalb der Serie
als F. R. Tallis
- The Voices. London: PanMacmillan 2010.
- The Forbidden. London: Macmillan 2012.
- The Sleep Room. A Novel. London: Macmillan 2013.

deutsch: Das Haus der bösen Träume. Roman. Aus dem Englischen von Kirsten Borchardt. Gütersloh: btb 2016.
- The Passenger. London: PanMacmillan 2016.